# Radiorama
A Radiorama olasz italo disco és eurodance együttes volt, amelyet 1984-ben alapítottak. Legismertebb daluk a Yeti volt.

## Története
Az együtteset 1984-ben alapított az énekes és zenei producer Mauro Farina, Giuliano Crivellente, Aldo Martinelli és az énekesnő Simona Zanini, Hank Shostak pedig vendégelőadóként működött közre az együttes első kislemezén (Chance to Desire).
Első nagylemezük 1986-ban jelent meg Desires and Vampires címmel. Számos kislemezt kiadtak az 1980-as években, amelyek közül több is felkerült európai lemezlistákra, a Vampires, az Aliens és a Yeti például egyaránt az első 10 közé került Svájcban, három nagylemezük pedig a legjobb 30 közé jutott. Németországban már kevesebb sikert értek el, mindössze az Aliens tudott felkerülni a német kislemezlistára.
1987-ben jelent meg második nagylemezük, a The Second Album. Harmadik albumuk a The Legend címet kapta, amelyről az ABCD kislemez Olaszországban és Spanyolországban egyaránt nagy siker lett.

## Diszkográfia

### Nagylemezek
- Desires and Vampires (1986)
- The Second Album (1987)
- The Legend (1988)
- 4 Years After (1989)
- Best Of (1989)
- The Fifth (1990)
- Golden Hits (1996)
- The World of Radiorama (1999)
- Yesterday Today Tomorrow (2002)

### Kislemezek
- Chance to Desire (1985)
- Aliens (1986)
- Desire (1986)
- Hey Hey (1986)
- Vampires (1986)
- Yeti (1987)
- Fire (1988)
- So I Know (1988)
- Manitu (1988)
- ABCD (1988)
- Bad Girls (1988)
- Heartbreaker (1988)
- Daddy Daddy (1989)
- Let Me Be (1995)

## Fordítás
- Ez a szócikk részben vagy egészben  a   Radiorama című angol Wikipédia-szócikk ezen változatának fordításán alapul.  Az eredeti cikk szerkesztőit annak laptörténete sorolja fel. Ez a jelzés csupán a megfogalmazás eredetét és a szerzői jogokat jelzi, nem szolgál a cikkben szereplő információk forrásmegjelöléseként.
- Ez a szócikk részben vagy egészben  a   Radiroama című német Wikipédia-szócikk ezen változatának fordításán alapul.  Az eredeti cikk szerkesztőit annak laptörténete sorolja fel. Ez a jelzés csupán a megfogalmazás eredetét és a szerzői jogokat jelzi, nem szolgál a cikkben szereplő információk forrásmegjelöléseként.